# Ware (Hertfordshire)
Pour les articles homonymes, voir Ware.

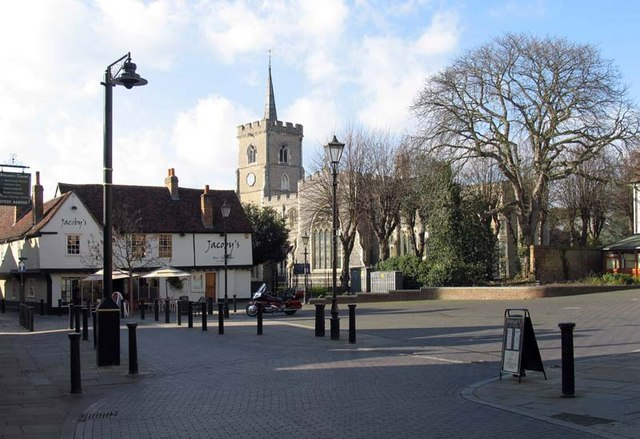
Centre-ville piétonnier.

Ware [weər] est une petite ville proche de Hertford dans le Hertfordshire, en Grande-Bretagne. La population comptait 19 622 habitants en 2021.

## Histoire
La ville est peuplée au moins depuis le Mésolithique. Les Romains s'y sont en leur temps installés et de nombreux vestiges en sont la preuve. Le nom de la ville date de la période anglo-saxonne. Pendant longtemps, Ware a été le lieu le plus important de production de malt en Angleterre.

La ville abrite quelques lieux touristiques tels qu'un musée d'histoire locale, un prieuré franciscain du XIVe siècle, un manoir du XIVe siècle et une église (St Mary's church) des XIV et XVe siècle.

## Jumelages
Ware est jumelée à Cormeilles-en-Parisis (France)